# Sonny Boy Williamson II.
Sonny Boy Williamson II. (* 11. März 1908 oder am 5. Dezember 1899 oder 1912 in Glendora, Mississippi; † 24./25. Mai 1965 in Helena, Arkansas, bürgerlicher Name Aleck/Alex „Rice“ Miller) war ein US-amerikanischer Bluesmusiker.

## Leben und Wirken
Sonny Boy Williamson II. genaues Geburtsdatum ist umstritten. Er war ein unehelicher Sohn von Millie Ford. Bereits in jungen Jahren nahm er den Nachnamen seines Stiefvaters Jim Miller an (oder erhielt diesen). Um 1920 brachte er sich selbst das Mundharmonikaspielen bei. In den 1930er Jahren heiratete er Mary Burnett, die Schwester von Chester Burnett, der sich später Howlin’ Wolf nannte. In dieser Zeit spielten die beiden gelegentlich zusammen. Ansonsten spielte Williamson für Wochen oder Monate mit Musikern wie Elmore James, Willie Love oder Robert Johnson. Der wichtigste Mitspieler aus dieser Zeit war allerdings Robert Lockwood, genannt Robert Junior. Die beiden traten das erste Mal 1931 zusammen auf und tourten ab 1938 zusammen durch die Südstaaten der USA.
Am 19. November 1941 hatte das Duo seinen ersten Auftritt im Radio. Zu diesem Zeitpunkt legte sich Sonny Boy Williamson auch seinen Künstlernamen zu. Da es schon einen bekannten Bluesmusiker namens Sonny Boy Williamson gab, ist er als „Sonny Boy Williamson II.“ bekannt. Im Jahre 1951 nahm er das Stück Eyesight to the Blind auf, das er später in Chicago unter dem Namen Born Blind nochmals aufnahm. Dieses Stück findet sich auch auf dem Album Tommy von The Who wieder. In den nächsten vier Jahren nahm er weitere neun Alben auf. Ab 1954 lebte seine Frau in Milwaukee, während er in Chicago mit Tampa Red und in Detroit mit Baby Boy Warren Aufnahmen machte. Später kam er, genauer gesagt sein Vertrag, zu Chess Records. Einen großen Hit hatte Sonny Boy im Jahre 1955 mit Don’t Start Me Talkin’. Auf dieser Aufnahme sind auch Musiker wie Willie Dixon, Muddy Waters, Otis Spann, Jimmy Rogers und Fred Below zu hören. Bei Chess traf er auch wieder auf Robert Lockwood, mit dem er die nächsten fünf Jahre weitere Aufnahmen machte. Danach legte er eine Schaffenspause ein.

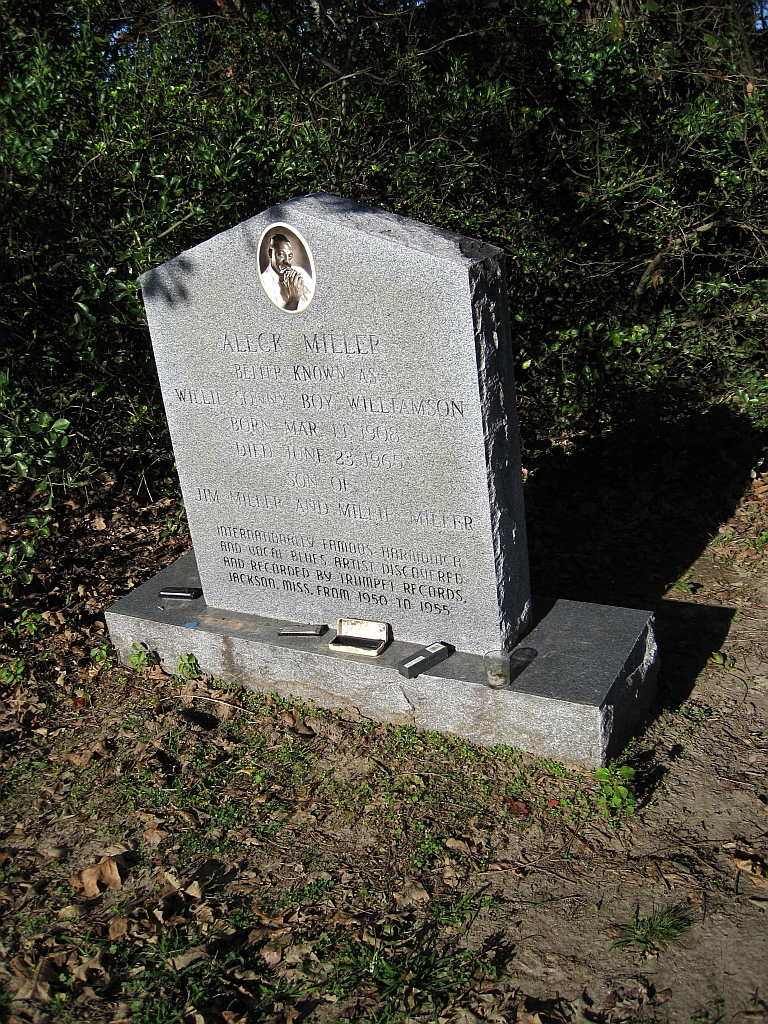
Williamsons Grab in Tutwiler, Mississippi, mit den falschen Lebensdaten 11. März 1908 – 23. Juni 1965.

Am 12. Januar 1963 kehrte Sonny Boy nach einer längeren Pause wieder in die Chess-Studios zurück. Dort entstand der Song Help Me. Die B-Seite Bye Bye Bird wurde von John Mayall und den Bluesbreakers in ihr Programm aufgenommen. Dank dieses Erfolges tourte er zwischen 1963 und 1965 mehrmals durch Europa, wo er unter anderem mit Chris Barber, den Yardbirds, den Animals, Jimmy Page und Brian Auger auftrat. Mit den Yardbirds und den Animals nahm er dabei jeweils ein Live-Album auf und mit Brian Auger sowie Jimmy Page im Januar 1965 die Studio-LP Don’t Send Me No Flowers. Im Mai 1965 reiste Sonny Boy Williamson II. nach Helena, um dort aufzutreten. Während dieses Auftrittes beobachtete sein Gitarrist Robbie Robertson, dass er ständig Blut ins Taschentuch spuckte. Am 25. Mai 1965 wurde er tot in seinem Bett aufgefunden und in Tutwiler, Mississippi, beigesetzt.
Er wurde 1980 posthum in die Blues Hall of Fame aufgenommen.